# Antonio Rüdiger
Antonio Rüdiger (ur. 3 marca 1993 w Berlinie) – niemiecki piłkarz występujący na pozycji obrońcy w hiszpańskim klubie Real Madryt oraz w reprezentacji Niemiec.

## Kariera klubowa

### VfB Stuttgart
23 lipca 2011 roku zadebiutował w rezerwach VfB Stuttgart w 3. lidze. 29 stycznia 2012 roku zadebiutował w pierwszym zespole, w meczu z Borussią Mönchengladbach. 19 kwietnia 2013 roku przedłużył kontrakt z VfB Stuttgart do 2017 roku.

### AS Roma
19 sierpnia 2015 roku został wypożyczony na rok do AS Romy. W lidze rozegrał 30 spotkań i strzelił 2 gole. W Pucharze Włoch rozegrał 1 mecz. W Lidze Mistrzów rozegrał 6 spotkań. Po zakończeniu wypożyczenia włoski klub zdecydował się na wykupienie go ze Stuttgartu.

### Chelsea
9 lipca 2017 roku podpisał pięcioletni kontrakt z Chelsea. Rüdiger otrzymał koszulkę z numerem 2. Zadebiutował 6 sierpnia jako zmiennik zastępujący Marcosa Alonso w 79. minucie porażki 4–1 w rzutach karnych przeciwko Arsenalowi w Tarczy Wspólnoty 2017.
Jego pierwszy mecz w Premier League miał miejsce sześć dni później w przegranej 3–2 z Burnley na Stamford Bridge. Pierwszą bramkę dla Chelsea strzelił w 1/16 finału Pucharu Ligi w wygranym 2–1 meczu z Evertonem, a jego pierwszą bramkę ligową zdobył jedynego gola w domowym zwycięstwie nad Swansea City 29 listopada 2017 roku.
22 grudnia 2019 roku Rüdiger złożył skargę na rasistowski atak podczas meczu wyjazdowego przeciwko Tottenhamowi Hotspur, który spotkał się z szerokim rozgłosem medialnym. Wywołało to wezwanie do działań rządowych w sprawie rasizmu w piłce nożnej. Jednak po dochodzeniu policji nie znaleziono dowodów na rasistowskie nadużycia wobec Rüdigera, a policja ostatecznie umorzyła sprawę.
1 lutego 2020 roku w swoim 100. występie w klubie strzelił obie bramki dla Chelsea, obie główkami, z asystami od Masona Mounta w remisie 2–2 z Leicester City na King Power Stadium.
29 maja 2021 roku wygrał swój pierwszy w historii Ligę Mistrzów UEFA po tym, jak Chelsea pokonała Manchester City 1–0 w finale na Estádio do Dragão.
12 kwietnia 2022 roku strzelił swoją pierwszą bramkę w Lidze Mistrzów w wygranym 3–2 wyjazdowym meczu z Realem Madryt w ćwierćfinale sezonu 2021–22; jednak Chelsea została wyeliminowana z turnieju przegrywając 5–4 w klasyfikacji łącznej.
20 maja 2022 roku oficjalnie ogłosił, że po pięciu latach opuści Chelsea.

### Real Madryt
2 czerwca 2022 roku Real Madryt ogłosił, że Rüdiger podpisał kontrakt jako wolny agent, rozpoczynając czteroletnią umowę od sezonu 2022–23.
20 czerwca 2022 roku został przedstawiony jako nowy zawodnik Realu Madryt. Otrzymał koszulkę numer 22.
10 sierpnia zadebiutował w klubie, wchodząc z ławki rezerwowych w zwycięstwie 2–0 nad Eintrachtem Frankfurt w Superpucharze UEFA. 11 września 2021 zdobył pierwszą bramkę w spotkaniu przeciwko RCD Mallorcę, zakończonym wynikiem 4-1.
11 października zdobył bramkę głową w 95. minucie przeciwko Szachtarowi Donieck w fazie grupowej Ligi Mistrzów, co pozwoliło jego drużynie zremisować 1–1. Podczas skakania do główki zderzył się z bramkarzem Szachtara, Anatolijem Trubinem, i doznał skaleczenia twarzy, które wymagało 20 szwów.
29 kwietnia 2025 r. Antonio został ukarany 6 meczami zawieszenia w rozgrywkach krajowych za akt przemocy wobec sędziego (rzucenie w jego kierunku przedmiotem) w przegranym 2:3 finale Copa del Rey z FC Barceloną, który odbył się trzy dni wcześniej.

## Kariera reprezentacyjna
13 maja 2014 roku zadebiutował w dorosłej kadrze Niemców, w zremisowanym 0:0 meczu towarzyskim z Polską. Znalazł się w kadrze na Mistrzostwa Europy 2016, lecz z powodu kontuzji nie wystąpił na tej imprezie. 2 lipca 2017 roku wraz z reprezentacją zdobył Puchar Konfederacji, po pokonaniu w finale Chile 1:0. 8 października 2017 roku zdobył debiutancką bramkę w spotkaniu kwalifikacyjnym do Mistrzostw Świata 2018 przeciwko Azerbejdżanowi.

## Sukcesy

### Chelsea
- Puchar Anglii: 2017/18
- Liga Mistrzów UEFA: 2020/21
- Liga Europy UEFA: 2018/19
- Superpuchar UEFA: 2021
- Klubowe mistrzostwo świata: 2021

### Real Madryt
- Liga Mistrzów UEFA: 2023/24

- Puchar Hiszpanii: 2022/23
- Superpuchar Hiszpanii: 2023/24
- Superpuchar UEFA: 2022, 2024
- Klubowe mistrzostwo świata: 2022
- Mistrzostwo Hiszpanii: 2023/2024

### Niemcy
- Puchar Konfederacji: 2017

## Życie prywatne
Jego matka pochodzi z Sierra Leone, natomiast jego ojciec z Niemiec. Przyrodni brat Sahra Senesiego.